# 骨利幹
骨利干（クリカン、Qurïqan）は、6世紀から7世紀にかけて、中央ユーラシアに分布したテュルク系民族鉄勒の有力部族のひとつ。突厥碑文にある三姓クリカン(Üč Qurïqan)の音写と考えられている。

## 歴史
骨利干は中国から最も遠かったため、永らく中国と通好していなかったが、貞観21年（647年）8月になって、骨利干は唐へ使者を派遣し、初めて朝貢した。
骨利干が入朝したので、唐の太宗は雲麾将軍の康蘇密を派遣して、骨利干をいたわり、答礼させ、その地方を玄闕州とした。骨利干の俟斤（イルキン Irkin：部族長の称号）は使者を派遣して唐に馬を献上した。
龍朔年間（661年 – 663年）、唐は玄闕州を更に余吾州とし、瀚海都督府に隷属させた。延載（694年）の初めにもまた来朝した。

## 十驥
「十驥」とは「10頭の駿馬」という意味で、骨利干が貞観年間（627年 – 649年）に入朝した際、骨利干産の馬が優れていて立派だったので、太宗がその中から珍しい10頭を選んで美称をつけた。
1. 騰霜白
2. 皎雪驄
3. 凝露驄
4. 懸光驄
5. 決波騟
6. 飛霞驃
7. 発電赤
8. 流金騧
9. 翺麟紫（翔麟紫）
10. 奔虹赤

また、骨利干産の馬は「上質であるが、その首がラクダに似ており、筋骨がたくましく、日中に数百里を走る」とも記されている。

## 居住地
中国史書に「骨利干は北方に大海を控え、京師から最も遠い」、「骨利干は瀚海の北に住み」とあるように、バイカル湖（瀚海）の北、北極海の南の地域にいたものと思われ、「海を渡ると、昼が長く、夜が短い」と、日照時間が長いことも記している。また、植物としてはユリが多く生育していると記している。

## キュル・テギン碑文の三姓クリカン
1889年に、外モンゴルのオルホン川流域のホショ・ツァイダムで発見された古代突厥の碑文である『キュル・テギン碑文』において、可汗の葬儀に弔問した東方民族、或は敵対した民族の中にウチュ（三姓）・クリカン( Üč Qurïqan)という民族名が登場する。これは中国史書にある骨利干であるとされている。

## 子孫
居住地の一致などから、モンゴル帝国によって征服されたバルグト諸部はクリカンの後身であると考えられている。17世紀以後にはバルグト諸部の一部であったブリヤート人が勢力を拡大し、現在ではロシア連邦の元でブリヤート共和国を形成している。

## 参考資料
- 『旧唐書』列伝第一百四十九下 鉄勒
- 『新唐書』列伝第一百四十二下 回鶻下
- 佐口透、山田信夫、護雅夫『騎馬民族史2-正史北狄伝』（平凡社、1972年）
- 村上正二訳注『モンゴル秘史 3巻』平凡社、1976年